# روبرت والدن
روبرت والدن (بالإنجليزية: Robert Walden)‏ هو كاتب سيناريو وممثل أمريكي، ولد في 25 سبتمبر 1943 بنيويورك في الولايات المتحدة.

## أعمال

### أفلام
- (1971) المشفى
- (1976) كل رجال الرئيس[4]

## وصلات خارجية
- روبرت والدن على موقع IMDb (الإنجليزية)
- روبرت والدن على موقع أول موفي (الإنجليزية)
- روبرت والدن على موقع قاعدة بيانات برودواي على الإنترنت (الإنجليزية)
- روبرت والدن على موقع إن إن دي بي (الإنجليزية)
- روبرت والدن على موقع قاعدة بيانات الفيلم (الإنجليزية)